# Thomas Bourgin
Thomas Bourgin (* 23. Dezember 1986 in Saint-Étienne; † 10. Januar 2013 in Calama, Chile) war ein französischer Motorradrennfahrer. 

## Leben
Bourgin stammte aus dem französischen Saint-Étienne (Département Loire). 2009 fand er seinen Weg in den professionellen internationalen Rallyesport. 
Er bestritt in diesem Jahr die Rallye Marokko, wo er den 16. Gesamtrang einfuhr; in der Klasse bis 450 Kubikzentimeter wurde er hier Zweiter. 2011 belegte er den siebten Gesamtrang für Motorräder bei der Rallye Tunesien. Bei der Rallye Sardinien im gleichen Jahr belegte Bourgin den 25. Platz und bei der Rallye Marokko den 15. Platz. 2012 bestritt er die X-Rallye in Marokko, wo er den 2. Platz einfuhr. 2013 nahm er mit nur 25 Jahren erstmals an der Rallye Dakar als Motorradfahrer mit der Nummer 125 teil.
Am 10. Januar 2013 befand sich der bis dahin auf den 68. Gesamtrang liegende Bourgin in Calama auf dem Weg zum Start der siebten Etappe nahe der argentinischen Grenze. Gegen 8:23 Uhr Ortszeit kollidierte er mit einem entgegenkommenden Polizeifahrzeug und verstarb noch am Unfallort. Bourgin war das dritte Todesopfer bei der Rallye Dakar 2013.